# In Search of The
In Search of The è un box set di 13 album del chitarrista statunitense Buckethead, pubblicato il 21 febbraio 2007 dalla TDRS Music.

## Il disco
Catalogato nelle "edizioni speciali" di Buckethead, In Search of The è il primo lavoro del chitarrista ad essere identificato come tale. Ciascun album è identificato da un numero di volume e da una lettera; complessivamente, le lettere compongono la frase "IN SEARCH OF THE".
I 13 dischi dell'edizione originale del box set (ciascuno disegnato e numerato dallo stesso Buckethead) erano acquistabili sia come box set intero che separatamente.
Secondo il produttore Travis Dickerson, In Search of The «non è un CD regolare. È disegnato e numerato. La copertina è stata realizzata per essere scritta sopra di essa. Non è un prodotto fabbricato; ciascun [disco] è differente e sarà numerato e siglato. [...] Non ho mai sentito parlare di un artista che abbia praticato una cosa simile.»
Il cofanetto inoltre non riporta alcun credito. Si suppone che tutti i brani siano stati suonati esclusivamente da Buckethead.

### I brani
I brani presenti in questo cofanetto presentano stili musicali molto differenti. In aggiunta, ciascun brano non presenta alcun titolo per essere identificata, sebbene alcuni fan abbiano assegnato titoli non ufficiali ad essi.
Nel complesso sono presenti oltre novanta brani per un totale complessivo di quasi nove ore e mezza di musica. I brani presentano una durata compresa tra 0:33 a 19:45, senza includere il tredicesimo disco, contenente un'unica traccia della durata di 45 minuti, ad oggi la più lunga mai composta dal chitarrista.

## Tracce
Vol. 1 – I
1. Track 1 – 0:54
2. Track 2 – 14:51
3. Track 3 – 2:58
4. Track 4 – 2:31
5. Track 5 – 0:41
6. Track 6 – 15:02
7. Track 7 – 1:44
8. Track 8 – 5:33

Vol. 2 – N
1. Track 1 – 1:26
2. Track 2 – 10:49
3. Track 3 – 2:58
4. Track 4 – 2:09
5. Track 5 – 15:49
6. Track 6 – 3:18
7. Track 7 – 6:04
8. Track 8 – 2:16

Vol. 3 – S
1. Track 1 – 14:51
2. Track 2 – 2:16
3. Track 3 – 3:48
4. Track 4 – 7:32
5. Track 5 – 4:24
6. Track 6 – 10:31

Vol. 4 – E
1. Track 1 – 3:20
2. Track 2 – 7:07
3. Track 3 – 9:02
4. Track 4 – 3:29
5. Track 5 – 5:21
6. Track 6 – 3:29
7. Track 7 – 3:58
8. Track 8 – 6:39

Vol. 5 – A
1. Track 1 – 10:35
2. Track 2 – 1:14
3. Track 3 – 4:48
4. Track 4 – 10:11
5. Track 5 – 5:00
6. Track 6 – 1:40
7. Track 7 – 1:58
8. Track 8 – 2:54
9. Track 9 – 4:03

Vol. 6 – R
1. Track 1 – 19:45
2. Track 2 – 3:42
3. Track 3 – 4:30
4. Track 4 – 1:11
5. Track 5 – 15:46

Vol. 7 – C
1. Track 1 – 2:58
2. Track 2 – 16:40
3. Track 3 – 4:14
4. Track 4 – 4:20
5. Track 5 – 1:52
6. Track 6 – 11:03

Vol. 8 – H
1. Track 1 – 10:20
2. Track 2 – 2:26
3. Track 3 – 5:27
4. Track 4 – 9:55
5. Track 5 – 2:30
6. Track 6 – 0:33
7. Track 7 – 3:32
8. Track 8 – 4:36
9. Track 9 – 2:14

Vol. 9 – O
1. Track 1 – 9:23
2. Track 2 – 4:23
3. Track 3 – 5:18
4. Track 4 – 16:52
5. Track 5 – 6:37

Vol. 10 – F
1. Track 1 – 5:13
2. Track 2 – 9:35
3. Track 3 – 6:45
4. Track 4 – 1:13
5. Track 5 – 6:45
6. Track 6 – 3:36
7. Track 7 – 7:13
8. Track 8 – 2:07

Vol. 11 – T
1. Track 1 – 2:56
2. Track 2 – 4:21
3. Track 3 – 1:10
4. Track 4 – 4:04
5. Track 5 – 6:10
6. Track 6 – 3:14
7. Track 7 – 3:24
8. Track 8 – 3:50
9. Track 9 – 4:05
10. Track 10 – 4:25
11. Track 11 – 4:46

Vol. 12 – H
1. Track 1 – 3:12
2. Track 2 – 10:48
3. Track 3 – 2:15
4. Track 4 – 10:16
5. Track 5 – 2:57
6. Track 6 – 3:33
7. Track 7 – 1:19
8. Track 8 – 15:19

Vol. 13 – E
1. Track 1 – 45:01

## Formazione
- Buckethead – chitarra elettrica e acustica, basso, pianoforte, tastiera, batteria, drum machine, beatbox